# Puig de Masvell
El Puig de Masvell és una muntanya de 547 metres que es troba al municipi d'Oliola, a la comarca catalana de la Noguera.
Al cim podem trobar-hi un vèrtex geodèsic (referència 264103001).